# ميخائيل بليس
ميخائيل بليس (بالإنجليزية: Michael Bliss)‏ هو مؤلف ومؤرخ كندي، ولد في 18 يناير 1941 في ليمينغتون في كندا، وتوفي في 18 مايو 2017 في تورونتو في كندا بسبب مرض قلبي وعائي.